# Sabiktas
Sabiktas (auch Abistamenes; † nach 333 v. Chr.) war ein Statthalter Alexanders des Großen.
Sabiktas war ein Perser und stammte vermutlich aus Kappadokien. Er wurde im Sommer 333 v. Chr. von Alexander zum Satrap von Kappadokien am Tauros (Südkappadokien) ernannt, als Nachfolger des am Granikos gefallenen Mithrobuzanes. In dieser Position konnte sich Sabiktas allerdings nicht halten und wurde wohl kurz nach der Schlacht bei Issos von einer persischen Gegenoffensive aus Kappadokien vertrieben.
Diese Provinz verblieb daher außerhalb des von Alexander eroberten Reichs, in der sich vor allem der Satrap des pontischen Kappadokien (Nordkappadokien), Ariarathes, eine unabhängige Herrschaft errichten konnte.
Der Name Sabiktas ist von Arrian (Anabasis 2,4,2) überliefert und konnte sich auch in der Fachliteratur weitgehend als Personenbezeichnung durchsetzen. Curtius Rufus (3,4,1) hingegen nannte ihn Abistamenes.